# نثاراحمد بهاوی
نثار احمد بهاوی (زادهٔ: ۷ حمل ۱۳۶۳ در کاپیسا) تکواندوکار اهل افغانستان است که نایب قهرمانی جهان و دو مدال بازی‌های آسیایی را کسب کرده است.
وی اولین ورزش‌کار افغانستانی است که در یک رقابت قهرمانی جهان موفق به کسب مدال شده و در بازی‌های آسیایی ۲۰۰۶ دوحه تنها مدال کاروان ورزشی این کشور را دریافت کرد. بهاوی در قهرمانی جهان ۲۰۰۷ پکن هادی ساعی قهرمان چندین باره جهان و المپیک و در بازی‌های آسیایی گوانگ‌ژو ۲۰۱۰ فرزاد عبداللهی دیگر قهرمان جهان ایرانی را شکست داد. مدال طلای اولین دوره بازی‌های آسیایی هنرهای رزمی در بانکوک ۲۰۰۹ از دیگر عناوین مهم اوست.
بهاوی پرچم‌دار کاروان ورزشی افغانستان در المپیک ۲۰۰۸ پکن و بازی‌های آسیایی گوانگ‌ژو بود. در المپیک پکن وی یکی از تنها چهار ورزش‌کار این کشور بود و با دو شکست از حریفان آمریکایی و آلمانی از دور مسابقات حذف شد. وی از مهم‌ترین قهرمانان ملی افغانستان است و یک ورزشگاه ۱۰ هزار نفری در زادگاهش کاپیسا به نام او تأسیس شده است.

## مسابقات
نثار احمد بهاوی در بازی‌های آسیایی دوحه، همراه با هادی ساعی موفق به کسب مدال برنز مشترک شد.
او در مسابقات جهانی ۲۰۰۷ پکن مقابل رقبایی از لبنان، کویت، روسیه و آمریکا پیروز شد تا به مرحله نیمه نهایی مسابقات راه پیدا کند.
اوج کار بهاوی، مقابل هادی ساعی از برترین تکواندوکارهای جهان بود که موفق شد این قهرمان ایرانی را نیز از پیش رو بردارد او موفق شد در راند طلایی پیروز شود و راهی فینال مسابقات شد.
او با شکست مقابل تایوان، عنوان نایب قهرمانی جهان را به خود اختصاص داد.
نثار احمد بهاوی اولین ورزشکار افغانستانی بود که پس از سال‌ها جنگ و سلطه طالبان که مانع از موفقیت‌های ورزشی این کشور می‌شد، توانست یک مدال جهانی را نصیب کشورش کند.
حامد کرزی رئیس جمهور افغانستان نیز ضمن تجلیل از عملکرد بهاوی، مدال معتبر «غازی محمد اکبر خان» را با چهار هزار دلار پاداش نقدی به او اهدا کرد. مدال «میر مسجدی خان» به مربی او تعلق گرفت و غلام ربانی رئیس فدراسیون تکواندوی افغانستان هم از رئیس‌جمهور، تقدیرنامه درجه یک دریافت کرد.
استقبال مردم افغانستان از بهاوی هنگام بازگشت از چین نیز بسیار پرشکوه و بی‌سابقه بود.
نثار احمد بهاوی همچنین پرچمدار کاروان ورزش افغانستان در المپیک ۲۰۰۸ پکن بود.